# Maroš Šefčovič
Maroš Šefčovič (Bratislava, 24 luglio 1966) è un politico slovacco, Commissario europeo per il commercio, la sicurezza economica, le relazioni interistituzionali e la trasparenza nella Commissione von der Leyen II dal 1° dicembre 2024 ed in precedenza vicepresidente della Commissione europea e Commissario europeo per le relazioni interistituzionali e le prospettive strategiche nella Commissione von der Leyen I dal 2019 al 2024. Ancor prima, Šefčovič ha prestato servizio come Commissario europeo per l'unione energetica nella Commissione Juncker dal 2014 al 2019. Inoltre, Šefčovič ha prestato servizio come commissario europeo dal 2010 al 2014 ed ancor prima dal 2009 al 2010 nelle Commissioni Barroso I e II, rendendolo il commissario europeo ad oggi più longevo, con 15 anni di servizio.
Il 1° ottobre 2025 sarà l'oratore ufficiale della cerimonia d'insediamento dei Capitani Reggenti della Repubblica di San Marino

## Biografia
Dal 1999 al 2002 Šefčovič è stato ambasciatore della Slovacchia in Israele. Dal 2004 al 2009 è stato il rappresentante permanente della Slovacchia presso l'Unione europea. Nell'ottobre 2009 ha sostituito Ján Figeľ come Commissario europeo per l'istruzione, la cultura, il multilinguismo e la gioventù. Dopo le dimissioni di John Dalli il 16 ottobre 2012 Šefčovič ha assunto ad interim l'incarico di Commissario europeo per la Salute e la Politica dei Consumatori, fino all'entrata in carica del nuovo commissario Tonio Borg il 28 novembre 2012.
Dal 2010 al 2014, in qualità di Commissario europeo per le relazioni interistituzionali e l'amministrazione nella Commissione Barroso II, il suo ambito di competenza riguardava l'amministrazione della Commissione, compresa l'amministrazione di alcuni dei servizi interni della Commissione; in particolare si è occupato del consolidamento delle riforme amministrative, del personale, delle scuole europee e della sicurezza interna.
A seguito dell'elezione di Andrus Ansip a membro del Parlamento europeo, a partire dal 2 luglio 2019 Šefčovič ha assunto anche l'incarico di commissario per il mercato unico digitale ad interim fino allo scadere del mandato della Commissione Juncker.
Il 22 agosto 2023, a seguito delle dimissioni del vicepresidente Frans Timmermans, gli è stato conferito anche l'incarico di vicepresidente esecutivo per il Green Deal europeo, assumendo ad interim anche il portafoglio di commissario europeo per l'azione per il clima.
Šefčovič è sposato e ha tre figli.